# Wysowa
Wysowa is een dorp in de Poolse woiwodschap Klein-Polen. De plaats maakt deel uit van de gemeente Uście Gorlickie en telt circa 700 inwoners.

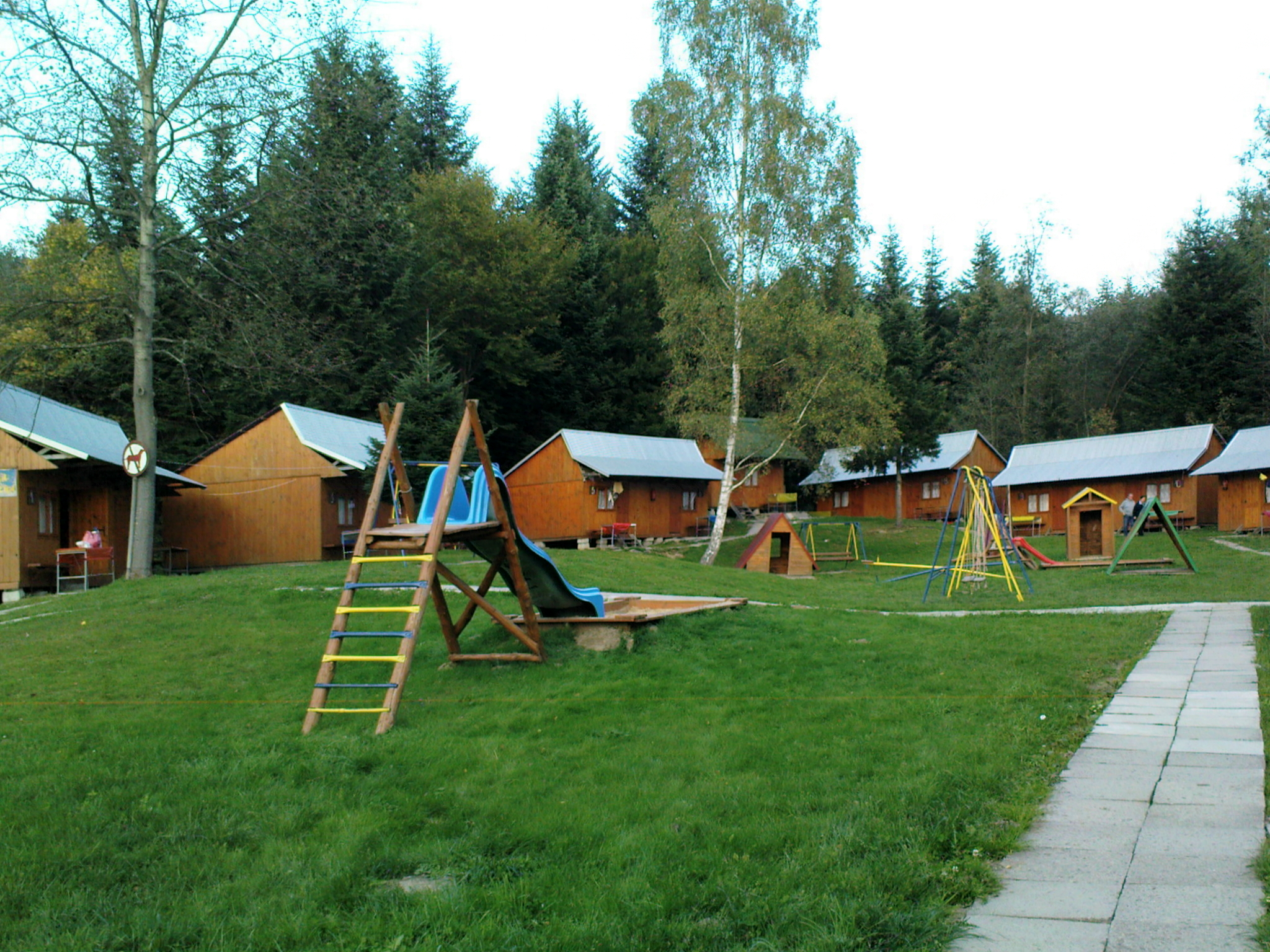
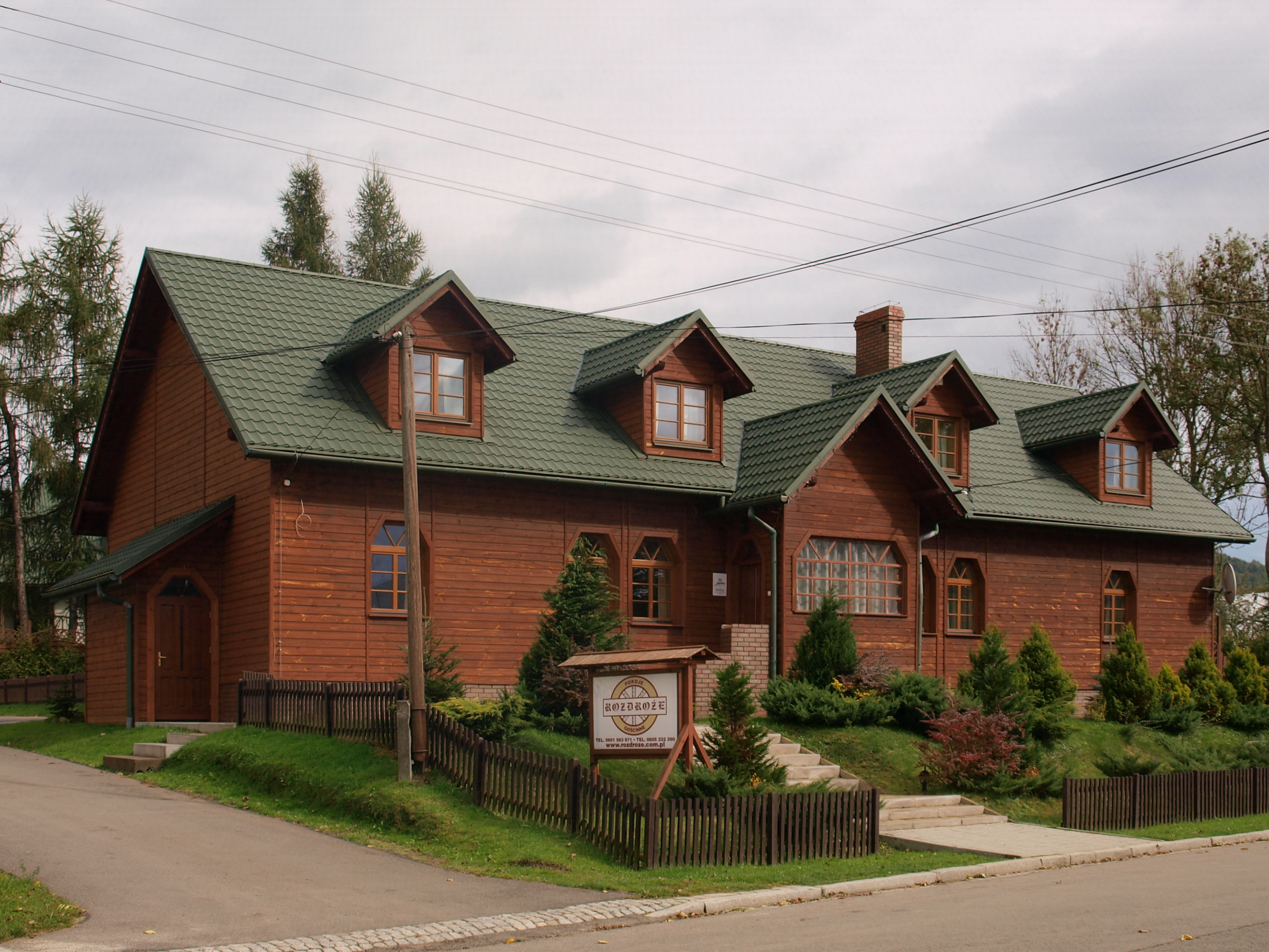
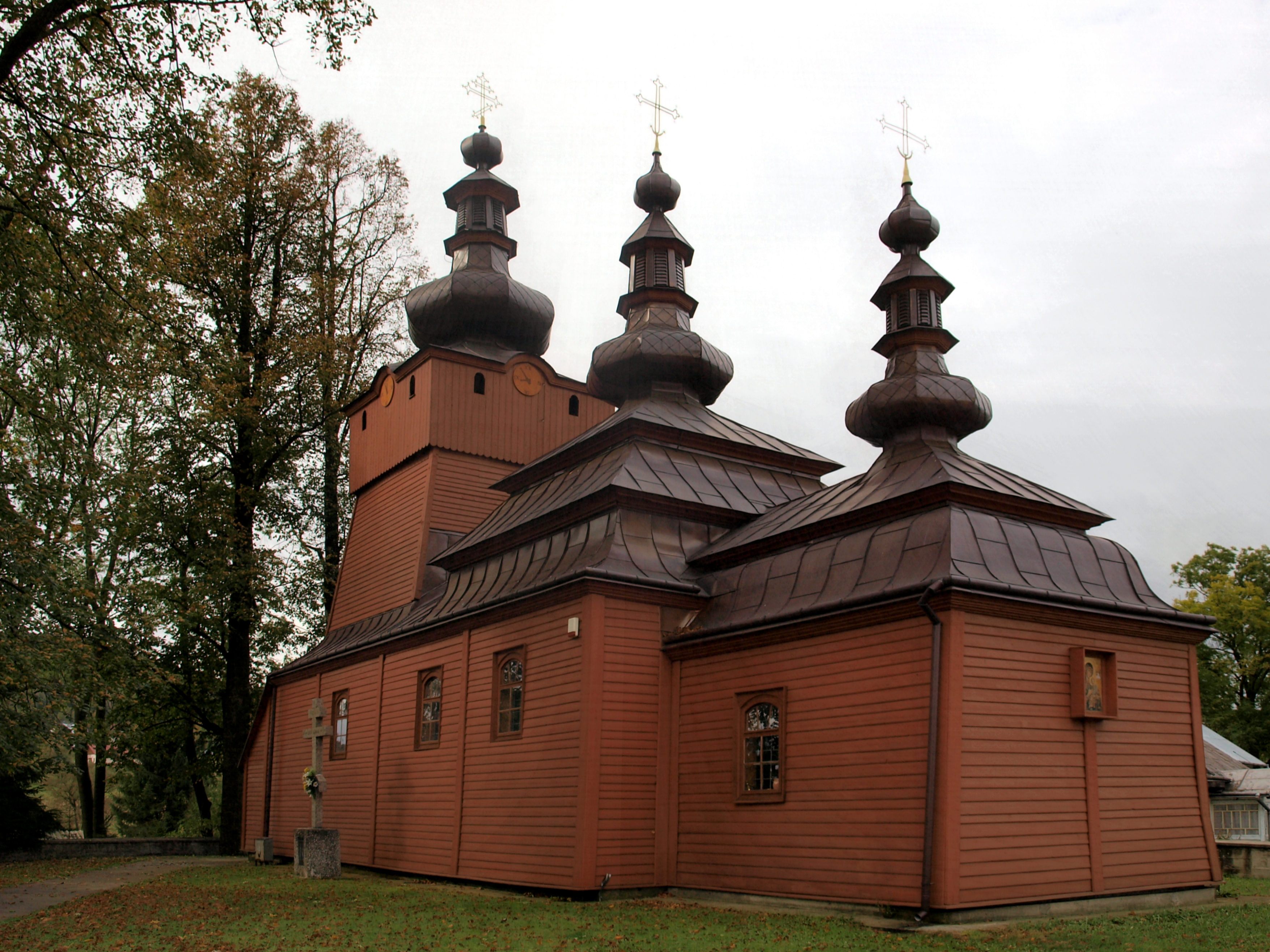
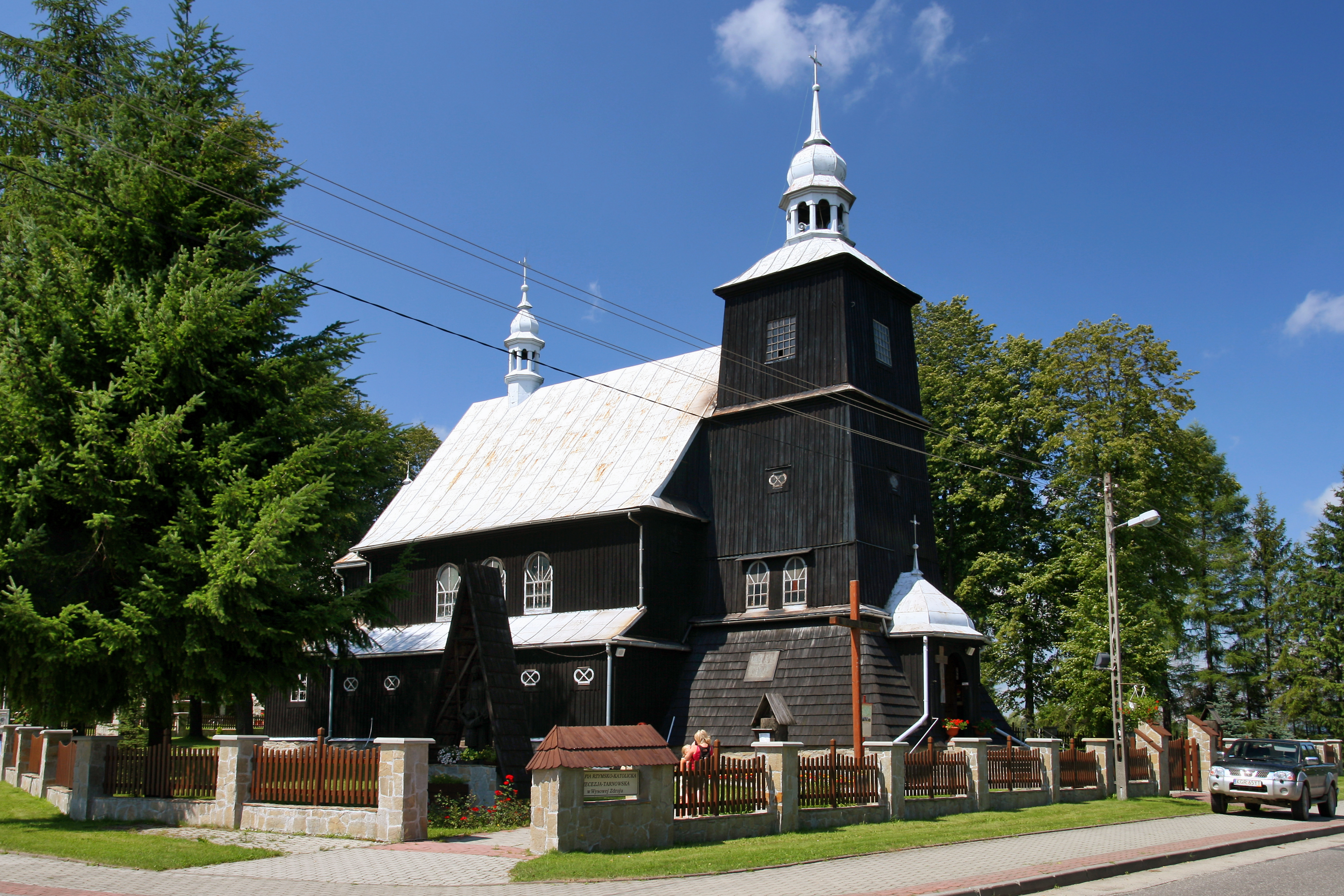